# Бораска, Игор
Игор Бораска (хорв. Igor Boraska; род. 26 сентября 1970, Сплит, Хорватия, СФРЮ) — хорватский гребец и бобслеист. Бронзовый призёр Олимпийских игр 2000 года в соревнованиях восьмёрок. Чемпион мира, двукратный серебряный, а также бронзовый призёр чемпионатов мира по академической гребле.

## Спортивная карьера

### Карьера гребца
Игор Бораска как гребец принял участие в трёх Олимпиадах: 1996, 2000 и 2004. На Олимпийских играх в Атланте хорватская четвёрка с Бораска в составе не смогла квалифицироваться в финал, а в утешительном финальном заезде опередила всех своих соперников, заняв тем самым итоговое 7 место турнира.
В составе хорватской восьмёрки спортсмен завоевал бронзовую награду на Олимпийских играх 2000 года в Сиднее. Спустя 4 года на Олимпиаде в Лондоне Бораска принял участие в соревнованиях четвёрок, однако его команда, пройдя в полуфинал, заняла последнее место во втором его заезде и не смогла побороться за награды.
В 2010 году хорват решил завершить свою спортивную карьеру.

### Карьера бобслеиста
В составе хорватской команды Бораска принял участие в Олимпиаде 2002 года в Солт-Лейк-Сити — в соревнованиях четвёрок представители Балкан заняли лишь 26-е итоговое место. Игор Бораска стал первым представителем Хорватии, который участвовал как в летних, так и зимних Олимпийских играх.